# Team Nippo (2002-2005)
El Team Nippo va ser un equip ciclista japonès professional en ruta, de categoria Continental.
L'origen està el 2002 en l'equip suís Team Jura Suisse. A partir de l'agost del mateix l'any, ja va estar lligat amb l'empresa japonesa Nippo. No s'ha de confondre amb altres equips ciclistes homònims.

## Principals resultats
- Jelajah Malaysia: Simone Mori (2002)
- Volta a Hokkaidō: Simone Mori (2002), Satoshi Hirose (2003), Eddy Ratti (2005)
- Volta a Okinawa: Kazuya Okazaki (2003)
- Giro del Llac Maggiore: Aitor Galdós (2004)
- Tour del Camerun: Davide Silvestri (2005)

### Grans Voltes
- Tour de França
  - 0 participacions

- Giro d'Itàlia
  - 0 participacions

- Volta a Espanya
  - 0 participacions

## Classificacions UCI
Fins al 1998 els equips ciclistes es trobaven classificats dins l'UCI en una única categoria. El 1999 la classificació UCI per equips es dividí entre GSI, GSII i GSIII. D'acord amb aquesta classificació els Grups Esportius I són la primera categoria dels equips ciclistes professionals. La següent classificació estableix la posició de l'equip en finalitzar la temporada.
| Temporada | Classificació per equips | Millor ciclista en la classificació individual |
| --------- | ------------------------ | ---------------------------------------------- |
| 2002      | 10è (GSIII)              | Simone Mori (453è)                             |
| 2003      | 26è (GSIII)              | Francesco Cipolleta (770è)                     |
| 2004      | 25è (GSIII)              | Oleg Zhukov (635è)                             |

A partir del 2005 l'equip participa en les proves dels circuits continentals.
UCI Àfrica Tour
| Temporada | Classificació per equips | Millor ciclista en la classificació individual |
| --------- | ------------------------ | ---------------------------------------------- |
| 2005      | 2n                       | Davide Silvestri (4t)                          |

UCI Àsia Tour
| Temporada | Classificació per equips | Millor ciclista en la classificació individual |
| --------- | ------------------------ | ---------------------------------------------- |
| 2005      | 8è                       | Eddy Ratti (18è)                               |

UCI Europa Tour
| Temporada | Classificació per equips | Millor ciclista en la classificació individual |
| --------- | ------------------------ | ---------------------------------------------- |
| 2005      | 94è                      | Eddy Ratti (401è)                              |